# آتی (یون)
آتی (به فرانسوی: Athie) یک کمون در فرانسه است که در canton of l'Isle-sur-Serein واقع شده‌است. آتی ۴٫۹۰ کیلومتر مربع مساحت دارد.